# Neználek

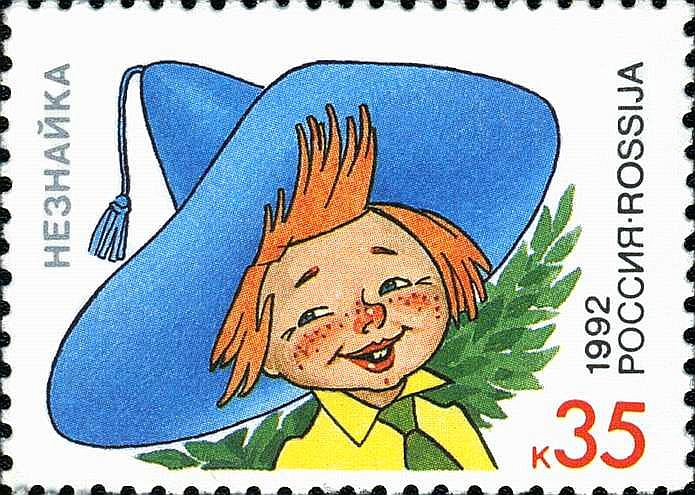
Neználek na ruské poštovní známce

Neználek (rusky Незнайка [něznajka]) je hlavní postava pohádkových knih Nikolaje Nosova o městě Kvítečkově a jeho obyvatelích. Jméno odkazuje na jeho neznalost, naivitu až hloupost, s níž poznává svět kolem sebe. Patří mezi človíčky („malíčky“), což jsou zmenšené varianty běžných lidí s mentalitou dětí. V knížkách lze také nalézt pohádkovou fantazii, např. setkání malíčků a malenek s kouzelníkem a jiná poutavá dobrodružství, která Neználek a jeho kamarádi zažijí nejen v Kvítečkově, ale i ve velkém Slunečním městě a pak se dokonce malíčkové vydají raketou na Měsíc. Knížky dětem přinášejí kouzelný svět plný lásky, dobroty a v neposlední řadě i humoru.
Všechny tři díly byly zfilmovány, první z nich dokonce několikrát.

## Ideologie a obliba
V Česku jsou Neználkovy příběhy oblíbeny a znovu vydávány i po roce 1989, přestože nesou zjevný ideologický náboj daný dobou a místem vzniku (zejména v Neználkovi ve Slunečním městě – prostředí komunismu a v Neználkovi na Měsíci – kapitalismus). Česká vydání Neználkových příhod po roce 1989 jsou častější než vydání polská, slovenská či německá.
Knihy o Neználkovi nepostrádají znaky socialistického realismu.

## Děj
Příběhy Neználka a jeho přátel se odehrávají ve třech knihách, rusky vydaných postupně v letech 1954, 1958 a 1965. Další díly vytvořil vnuk autora – Igor Nosov.

### Neználkovy příhody
V této knize se čtenář seznamuje s městečkem Kvítečkovem a jeho obyvateli, „malíčky“ a „malenkami“ (človíčci mužského i ženského pohlaví). Díky Neználkově naivitě a hlouposti vznikne řada situací, které odhalují charaktery jednotlivých postav. 
Nejchytřejší malíček Všeználek pak vymyslí výpravu za poznáním neznámých končin – malíčci ji absolvují ve vlastnoručně vyrobeném balonu. S ním ale Neználkovou vinou ztroskotají poblíž městečka Zelení. Zelení obývají pouze malenky a malíčci se s nimi přes počáteční nechuť nakonec velice spřátelí. V Zelení žili dříve s malenkami i malíčci, ti se ale po nedorozumění osamostatnili a založili si vlastní městečko jménem Dračín. Neználek a jeho přátelé fungují jako hosté v obou městech a nakonec přivedou obyvatele Zelení i Dračína zase k sobě.
Kniha je určena pro menší děti.

### Neználek ve Slunečním městě
V této knize se Neználek se dvěma přáteli vypravuje vybaven kouzelnou hůlkou na cesty. Doputuje do Slunečního města, jakési utopické země, kde neexistují peníze a všichni mají všeho dostatek. Kvůli zásahu kouzelné hůlky spustí módní vlnu, která město bezmála zničí. Na rozdíl od prvního dílu je druhá kniha trilogie určena pro starší čtenáře.

### Neználek na Měsíci
Tato kniha má charakter sci-fi románu. Neználek spolu s přítelem Buchtíkem omylem použijí raketu s prototypem antigravitačního zařízení (takzvaného detěžkátoru) a dostanou se na Měsíc. V jeho nitru objeví človíčky žijící v kapitalistické společnosti. Tou jsou oba hrdinové postupně semleti až na její dno. Nakonec jsou zachráněni svými kamarády, kteří za nimi doletí další raketou a spustí revoluci. Kniha využívá tradičních archetypů kapitalistů ze společenské satiry i relativně ponuré popisy společenské spodiny v západních společnostech.

### Neználek v Kamenném městě
Igor Nosov, vnuk autora trilogie o Neználkovi, napsal čtvrtý díl Neználkových dobrodružství. Do češtiny byla kniha přeložena v roce 2010.

### Neználkův ostrov
Autorem pátého dílu je rovněž Igor Nosov. Kniha Neználkův ostrov vyšla česky v roce 2017.

## České a slovenské překlady
- Neználkovy příhody poprvé vydalo SNDK v roce 1957 v překladu Milana Korejse (verše Vítězslav Houška) s ilustracemi Jaromíra Zápala.
  - Vyšlo také slovensky jako Nevedkove dobrodružstvá.[6]
- Neználek ve Slunečním městě poprvé vydalo také SNDK v roce 1961 v překladu Milana Korejse s ilustracemi Jaromíra Zápala.
  - Vyšlo také slovensky jako Nevedko v Slnečnom meste.[7]
- Neználkovy příhody a Neználek ve Slunečním městě vyšly v roce 1967 dohromady jako Neználek na cestách ve vydavatelství Svět sovětů.[8]
- Neználek na Měsíci – první české vydání z roku 1968 přeložil Milan Korejs a ilustroval Jaroslav Malák, vydal Svět sovětů.[9] V dalším vydání s ilustracemi Jaromíra Zápala (poprvé Lidové nakladatelství, 1976[10]) musela překladatele Milana Korejse zaštítit svým jménem redaktorka Lidového nakladatelství Marie Šťastná.
- Neználek v Kamenném městě česky vyšel v roce 2010, ilustrovaná ve stylu původních ilustrací Jaromíra Zápala, který napodobili Marcela a Luboš Walterovi.[1]
- Neználkův ostrov (2000, česky Knižní klub 2017, napsal Igor Nosov, překlad Libor Dvořák, ilustrace Máša Walterová).

## Další postavy
- Všeználek
- Knoflenka
- Špinda Strakáček
- Buchtík
- Mudra
- Šroubek a Vroubek
- Čiperka
- Dr. Pilulkin
- Sirupčík
- Kulka a pes Bulka
- Jaktík a Taktík
- Civínek
- muzikant Strunka
- malíř Tubička
- Bručoun a Mlčoun
- Květík
- Neználkův nejlepší kamarád Cárek
- Biggel a Figgel a ostatní policisté
- Juckes {Ťuckes}
- Lumpino
- Klásek
- Petúnka a Ančovička
- Prof. Hvězdoslav
- Ing. Špuntík
- Architekt Krychlička
- strážníci Hvizdulka a Fistulka
- Pegásek,Trucoun a Kaligula

## Hlavní postavy knih

### Neználkovy příhody
- Neználek
- Všeználek
- Buchtík
- Cukerín Cukerínovič Sirupčík
- Šroubek a Vroubek, technici a opraváři
- Čiperka
- dr. Pilulkin, lékař
- Bručoun a Mlčoun
- Kulka a pes Bulka
- Jaktík a Taktík
- Civínek
- Strunka, hudebník
- Tubička, malíř
- Květík, básník
- Muška
- Knoflenka
- Modroočka
- Sněžinka
- Medunka

### Neználek ve Slunečním městě
- Knoflenka
- Špinda Strakáček
- inženýr Špuntík
- architekt Krychlička
- strážníci Hvizdulka a Fistulka
- Šprýmek
- Preclík
- Pšenda
- Aršík a Literka
- Nitečka
- Kouzelník
- Karásek
- větroplaši Trucoun, Pegásek a Kaligula – bývalí oslové (doslova)

### Neználek na Měsíci
- Buchtík
- Všeználek
- Šroubek a Vroubek
- profesor Hvězdoslav – astronom ze Slunečního Města.
- Ančovička – vědkyně ze Slunečního Města
- Petúnka – vědkyně ze Slunečního Města
- Lumpino – majitel obchodu s všerážovým (palné a jiné zbraně, obranné prostředky, potřeby pro lupiče či policisty) zbožím
- Juks – Lumpinův přítel, mnohokrát souzený za podvody
- Kozlík – bývalý tovární dělník, nyní nezaměstnaný
- Schwabs – boháč podnikající v produkci ovoce
- policisté Riggel, Figgel, Biggel, Priggel, Smiggel, Niggel, Miggel, Griggel, Mstiggel (všichni policisté mají jména končící na -"iggel")
- Scouperfield, majitel továrny na těstoviny
- Skrbling, majitel tkalcoven a cukrovarů a předseda Velkého Pindamu (hlavní rady boháčů)
- Wesh, ředitel Skrblingových tkalcoven a cukrovarů
- Pobertson, majitel továrny na konzervy
- Bleshing, majitel nízkonákladových nocleháren
- Drack, majitel přímořských resortů v Los Kabanos (a vlastně celého pobřeží), později velkovýrobce soli.

## Neználek v jiných řečech
- anglicky: Dunno (Neví)
- gruzínsky: ნეზნაიკა (Neznaika),
- německy: Nimmerklug
- rumunsky: Habarnam
- rusky: Незнайка
- slovensky: Nevedko
- ukrajinsky: Незнайко
- vietnamsky: Mít Đặc